# 遺跡出土木製品用材データベース
遺跡出土木製品用材データベース（いせきしゅつどもくせいひんようざいデータベース）は、日本の遺跡から出土した木製品の用材について扱ったデータベースと、それを収録・掲載した2012年（平成24年）刊行のCD-ROM付き書籍である。

## 概要
全国の遺跡などから出土した木製品の用材について、京都大学生存圏研究所の伊東隆夫教授（2005年度末退官）と首都大学東京の山田昌久助教授が代表となって構築している全国規模のデータベースである。2005年（平成17年）度から2006年（平成18年）度にかけて全国の出土木製品研究者（出土木器研究会などが中心）が協力して集成作業を行った。

## 作業
- 2005年（平成17年）3月末までに発行された発掘調査報告書等を対象としているが、県によっては一部それ以降発行ものを掲載している。
- 検索しやすいように統一事項として、時代区分・分類・樹種名などが作成された。分類案は「日本列島出土木製品分類表」と名付けられ、今後の報告書の基本分類となるであろうと思われる。
- 作業が都道府県別に行われているため、ファイルは都道府県別に作成され、「凡例」「樹種データ」「文献データ」の3つのシートからなる。